# Sandalolitha
Genre
Sandalolitha est un genre de coraux durs de la famille des Fungiidae.

## Liste d'espèces
Le genre Sandalolitha comprend les espèces suivantes :
| Selon World Register of Marine Species (5 juillet 2015) : - Sandalolitha boucheti Hoeksema, 2012 - Sandalolitha dentata Quelch, 1884 - Sandalolitha robusta Quelch, 1886 | Selon ITIS (5 juillet 2015) : - Sandalolitha dentata Quelch, 1884 - Sandalolitha robusta Quelch, 1886 |